# Portimão
Portimão is een stad en freguesia in de Portugese gemeente Portimão en telt 36.243 inwoners (2001).
Portimão is een havenstad die de grootste sardinesvloot van Portugal huisvest, gelegen aan de monding van de Rio Arade. De visverwerkende industrie is daarom een belangrijke bron van inkomsten in deze stad. De nieuwe haven ligt buiten Portimão. Aan de overkant ligt Ferragudo. Daarnaast is Portimão ook een belangrijke handelsstad en vormt het grote strand van Praia da Rocha een belangrijke trekpleister. Het bevaren van de oude handelsroute via de Rio Arade naar Silves is een andere toeristische attractie.

## Geschiedenis
- De streek heeft al in de prehistorie bewoners aangetrokken. De Conii, beïnvloed door Tartessos en de Kelten, leefden in de Algarve gedurende lange tijd. De monding van de rivier Arade bezit een veilige natuurlijke haven. Feniciërs, Grieken en Karthagers dreven hier handel. De Karthagers stichtten hier Portus Hanibalis — Portimão — ongeveer 550 v.Chr.
- Daarna bezetten de Romeinen het overwegend Keltische gebied. Portimão werd een van de havens van de provincie Hispania Lusitania. In de 5e eeuw bewoonden de Visigoten de Algarve tot aan de Moorse invasie. Gedurende de Moorse heerschappij van 711 tot 1249 werd de plaats Bjur Munt genoemd. Stroomopwaarts ligt Silves, een historische stad die toentertijd Xelb heette en hoofdstad van de Algarve.
- Silves, Alvor en de kleine visserijhaven Portimão werden in 1249 door de ridders van de Orde van Santiago op de moslims veroverd en geïntegreerd in de Portugese troon die bezet werd door Alfons III, de "Koning van Portugal en de Algarve".

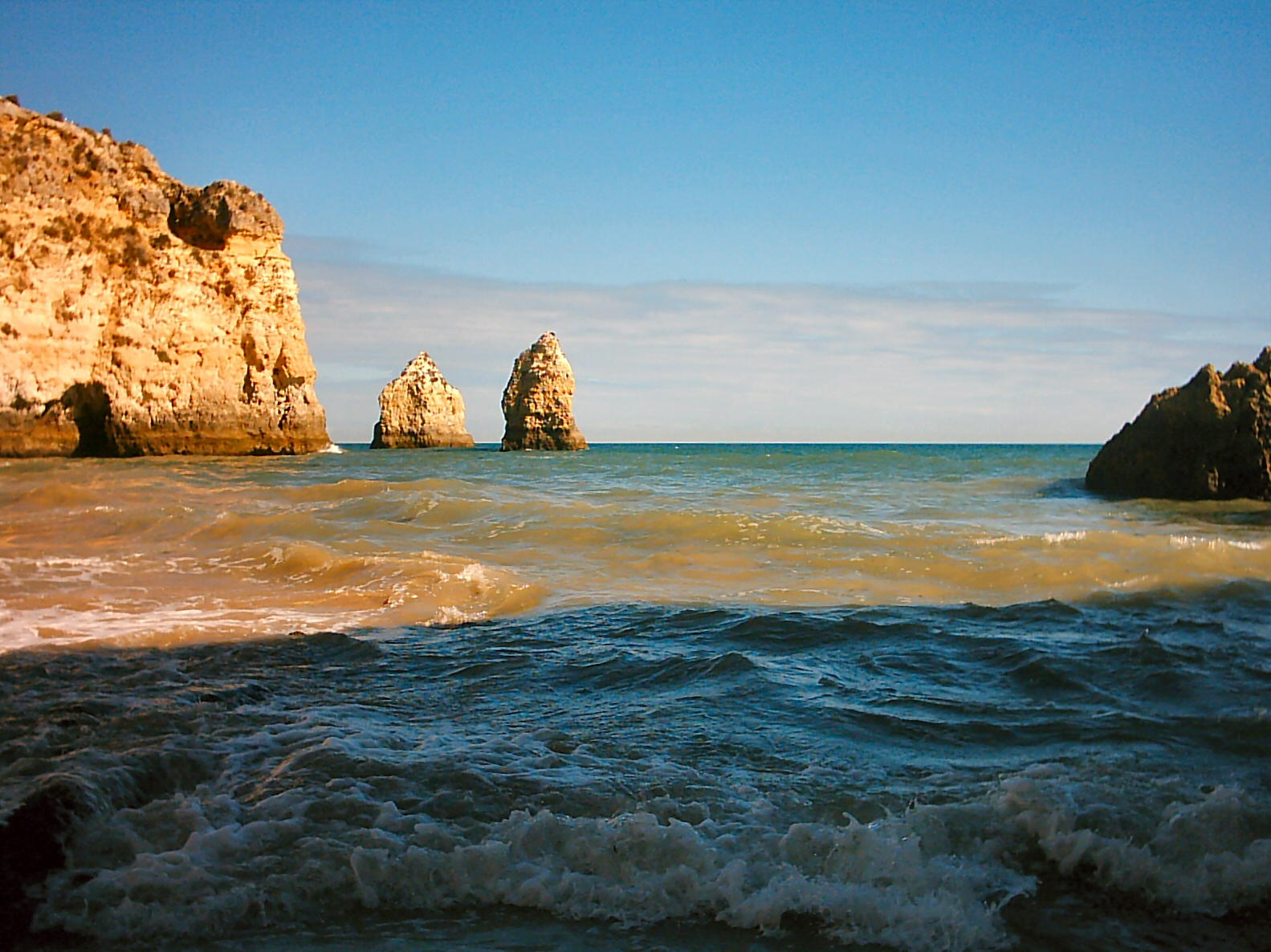
Kustlijn

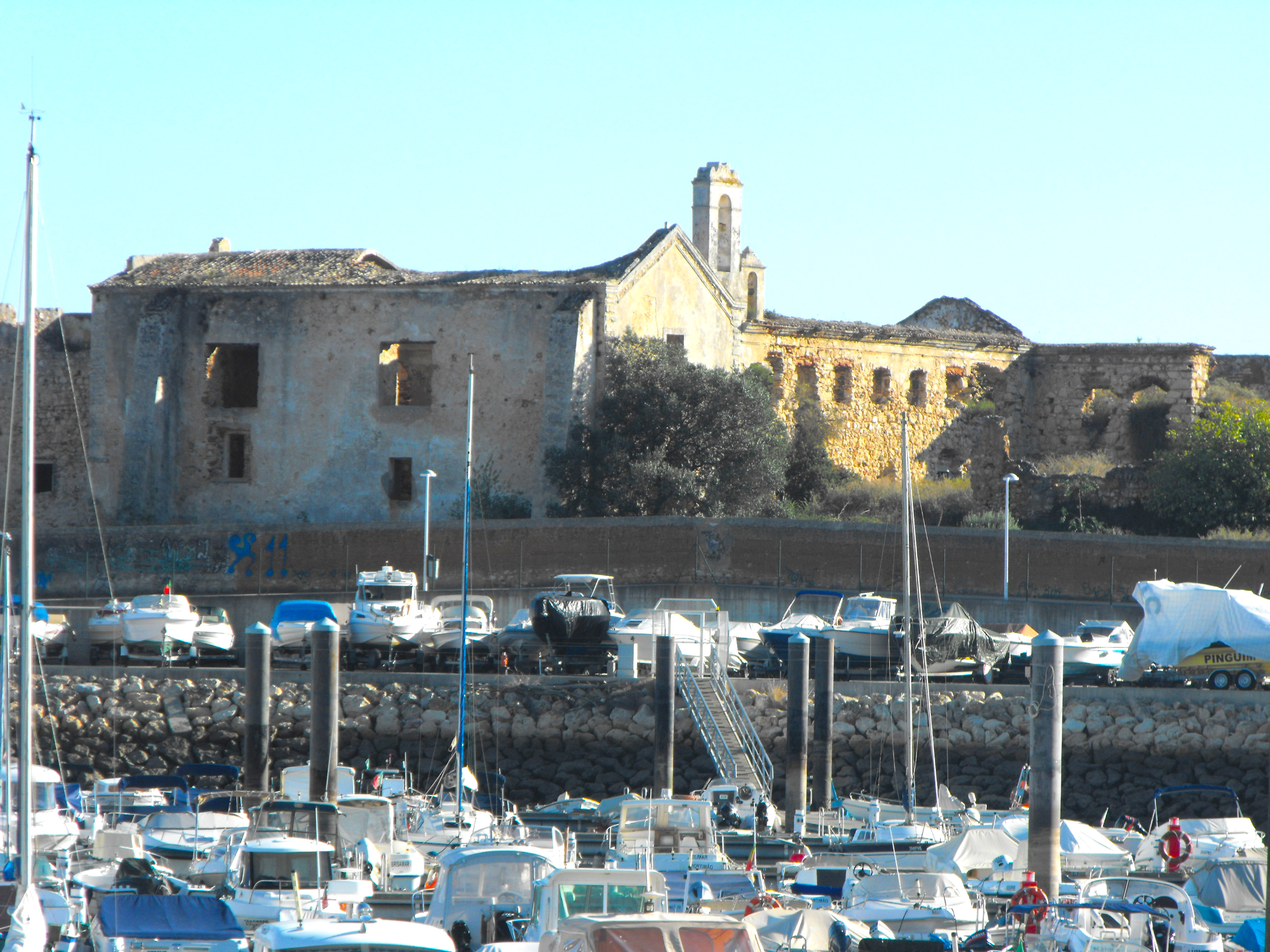
Klooster van Sao Francisco

De optimale geografische ligging van Portimão had een grote economische ontwikkeling tot gevolg die in 1453 ertoe voerde dat de plaats de status van kleine stad “Vila” kreeg. Koning Alfons V stimuleerde de uitbouw van Portimão. De bewoners waren er zich sinds het begin van bewust dat het noodzakelijk was om stadsmuren te bouwen en de stad te beveiligen. Bovendien werden nog twee forten gebouwd, São João in Ferragudo en Santa Catarina in Praia da Rocha, om zich tegen de aanhoudende aanvallen van Korsaren en piraten te verdedigen. De economie in Portimão draaide om alles wat met de zee van doen heeft. Goederen en mensen die naar de andere oever van de rivier getransporteerd moesten worden maakten gebruik van een boot die voor anker lag in Largo de Barco. Totdat de brug gebouwd werd, 400 jaar later, was dit de enige mogelijkheid om de rivier over te steken.
In 1463 geeft koning Alfons V toestemming, na een petitie door enige bewoners, om een nieuwe nederzetting te bouwen met de naam S. Lourenço da Barrosa. Zo ontstond het nieuwe stadscentrum van Portimão. In 1476 geeft Alfonso V Vila Nova de Portimão aan zijn financiële opzichter D. Gonçalo Vaz de Castelo Branco ten geschenke. Het behoort de familie toe tot in de 17e eeuw. De scheepsbouw was uitermate belangrijk voor de ontwikkeling van de stad. De bedrijfstak wordt in talloze koninklijke documenten aangehaald, bijvoorbeeld in een protocol voor het vellen van bomen dat in 1563 door D. Sebastião getekend wordt. In 1573 bezoekt de koning Portimão. Hij brengt er de nacht door en neemt deel aan een Heilige Mis in het Convento de São Francisco. Vanuit de haven werden plaatselijke producten verscheept zoals vijgen, wijn, bezems, olijfolie en vis. Het was bovendien een omslagplaats voor slaven en suiker uit de Afrikaanse kolonies en Brazilië.
De ontwikkeling komt ten einde in de 17e en 18e eeuw. Het gebrek aan arbeidsplaatsen in 1734 brengt velen ertoe de stad te verlaten. Een situatie die zich in 1758 herhaalt, deze keer wegens de slechte toestand waarin zich de stad bevond na de grote aardbeving van 1755. De hoofdkerk was verwoest en 15 kleine kapellen in de omgeving waren ernstig beschadigd. Ook de stadsmuur had grote schade geleden, niet alleen door de aardbeving maar ook door het geweld van de grote vloedgolven die erop volgden. De beschadigde burcht Santa Catarina werd op bevel van graaf Val de Reys in 1792 en 1794 hersteld. Twintig jaar na de aardbeving wilde Marquês de Pombal Portimão tot een bisdom maken. Daartoe verleende hij Portimão de status van stad maar koningin D. Maria I was er tegen en het zou tot 1924 duren totdat Manuel Teixeira Gomes, de toenmalige president van de republiek en geboren in Portimão, de plaats officieel tot stad verhief.
- In de 19e eeuw wordt de stad die inmiddels omgedoopt is in Portimão, beheerst door de visconservenindustrie. Ze wordt een van de belangrijkste centra van visserij en visverwerking in de Algarve totdat in het begin van de tachtiger jaren van de 20e eeuw, gedwongen door de recessie, de fabrieken voorgoed de deuren sloten.

## Toerisme
Tegen het einde van de 19e eeuw kwamen al veel bezoekers om te genieten van het strand in Praia da Rocha en Santa Catarina. Ze werden ondergebracht in huizen langs de kust. Het aantal bezoekers neemt steeds toe en er worden vakantiehuizen en chalets gebouwd. In het begin van de 20e eeuw wordt hotel Viola, het eerste hotel, gebouwd en op 1 augustus 1910 opent het casino van Praia da Rocha, waar de adel uit het zuiden van het land en uit het Spaanse Andalusië zich graag laat verwennen. Een nieuwe fase van aanhoudende vooruitgang breekt aan en overal ziet men tekens van groeiende rijkdom. Het hotel wordt te klein en in 1932 uitgebreid. Een tweede wordt noodzakelijk en hotel Bela Vista opent in 1936. Het aantal toeristen werd dan ook geschat op niet minder dan duizend per jaar…

## Sport
Portimonense SC is de betaaldvoetbalclub van Portimão.

In 2020 verscheen de Formule 1 voor het eerst op het Autódromo Internacional do Algarve in Portimão.

## Geboren
- João Moutinho (1986), voetballer